# Zaza (banda)
Zaza foi uma banda de rock estadunidense, com origem na cidade de Cleveland, Ohio.
No final dos anos 80, o grupo foi bastante requisitado para shows, e desta forma excursionou por todo os EUA. Eles atingiram um sucesso moderado com as canções “Maybe Tomorrow” e “Wild and Forever”, que foram bastante tocadas nas radios.
A banda tinha como líder o famoso guitarrista Neil Zaza. Os outros integrantes da banda foram, David Dennis (vocais), Ray Liptak (baixo), Stick E. (baterias), e Thommie Shea (teclados)
O grupo esteve em atividade de 1987 até 1992. Neste período gravaram 2 álbuns.

## Discografia
- 1989 - Just Get It!!!
- 1991 - Party With The Big Boys